# José Manuel Blecua Teijeiro
José Manuel Blecua Teijeiro (* 10. Januar 1913 in Alcolea de Cinca, Provinz Huesca; † 8. März 2003 in Barcelona) war ein spanischer Romanist und Hispanist.

## Leben und Werk
Blecua kam 1923 mit seiner Familie nach Saragossa und wurde dort durch Miguel Labordeta, den Vater der Schriftsteller Miguel Labordeta (1921–1969) und José Antonio Labordeta, zur Literatur geführt. Er schloss 1933 ein Doppelstudium in Jura und Philologie ab, unterrichtete als Gymnasiallehrer, zuerst in Almería, dann 20 Jahre in Saragossa, gründete den Verlag Editorial Ebro, promovierte 1944 und wurde 1959 an die Universität Barcelona berufen, wo er bis zu seiner Emeritierung 1983 den Lehrstuhl für spanische Sprache und Literatur besetzte.
Blecua publizierte zahlreiche Werke zur spanischen Literaturgeschichte. Er betätigte sich namentlich als Herausgeber der großen Autoren des Siglo de Oro, daneben aber auch von Dichtern des 20. Jahrhunderts.  Zu seinen bekanntesten Werken zählt die mit  Dámaso Alonso herausgegebene Antología de la poesía española lírica de tipo tradicional (Madrid 1956).
Blecua wurde 1982 Ehrenmitglied der Real Academia Española. Er erhielt 1986 den Premio Aragón de las letras (heute: Premio de las Letras Aragoneses) und 1993 den Premio Internacional Menéndez Pelayo. Blecua war Ehrendoktor der Universitäten Montpellier und Saragossa. In Saragossa ist ein Gymnasium nach ihm benannt.
Blecua war der Vater des Romanisten und Linguisten José Manuel Blecua Perdices (* 1939), mit dem er gelegentlich verwechselt wird.